# 12189 Dovgyj
12189 Dovgyj (1978 RQ1) là một tiểu hành tinh vành đai chính được phát hiện ngày 5 tháng 9 năm 1978 bởi N. S. Chernykh ở Đài vật lý thiên văn Crimean.